# Jean-Yves Duhoo
 (septembre 2016).
Si vous disposez d'ouvrages ou d'articles de référence ou si vous connaissez des sites web de qualité traitant du thème abordé ici, merci de compléter l'article en donnant les références utiles à sa vérifiabilité et en les liant à la section « Notes et références ».
Jean-Yves Duhoo, né à Lyon le 16 juin 1965,, est un auteur de bande dessinée et un illustrateur français.

## Biographie
Il est régulièrement présent dans les pages de Science & Vie Junior, Libération, Fusée, Lapin, Bang ! et Capsule Cosmique. Il participe au Comix 2000. Depuis 2008, il réalise des reportages scientifiques pour le journal Spirou (le Labo).
Il joue également de la contrebassine au sein du groupe Les Jacqueline Maillan.
Il est fondateur, avec Killoffer, de Mon Lapin Quotidien (MLQ), édité par L'Association, qui paraît depuis février 2017, et en a été rédacteur en chef entre 2017 et 2019.

## Ouvrages
- Jean-Yves Duhoo, Dessins 1985-2002, éd. Panormitis, 2004  (ISBN 2-911040-13-9)
- Sainte fabrique, éd. L'Association, 2002
- L'Atelier de Jojo et Yvan, éd. L'Association 2006  (ISBN 978-2844142238)
- Écoloville, éd. Hachette Littératures, 2006 (coll. La fouine illustrée)  (ISBN 978-2012359406)
- La bande des bandits : Inconnu à la déverse (avec Dorothée de Monfreid), éd. Onomatopée 2006  (ISBN 978-2244497136)
- Soigne ta gauche, Éditions du Seuil 2007 (coll. Politics)  (ISBN 9782020912389)
- Pas Un Seul (avec Killoffer), éd. L'Association, 2008
- Oncle Ho, éd L'Association (coll. Mimolette), 2009
- Le Labo (préface de Claudie Haigneré, présidente d'Universcience), éd. Dupuis, 2010
- Quoi !, ouvrage sur les tensions entre Jean-Christophe Menu et les autres fondateurs de la maison d'édition L'Association, initialement prévu pour une publication par Delcourt, le livre sort finalement à L'Association, 2011
- Participation à Comicscope de David Rault, l'Apocalypse, 2013
- Dans le secret des labos, éd. Dupuis, 2019
- Mister Cerveau, éd. Casterman, 2021
- Satie, coll. Patte de Mouche, L'Association, 2022